# Czajka srokata
Czajka srokata (Vanellus armatus) – gatunek średniej wielkości ptaka z rodziny sieweczkowatych (Charadriidae). Zamieszkuje południową połowę Afryki. Nie jest zagrożona, podgatunków nie wyróżnia się.

## Morfologia
WyglądNie występuje dymorfizm płciowy. Nieco mniejsza od czajki zwyczajnej. Biała czapeczka na głowie, kark, brzuch oraz pokrywy podogonowe. Lotki drugorzędowe oraz pióra blisko brzegu, skrzydła szare, poza tym czarna. Z długim, czarnym dziobem kontrastują dość duże, czerwone oczy. Nogi szare. Młode mają czarną czapeczkę i płowy nalot na grzbiecie.
Wymiary
- długość ciała: 28–30,5 cm
- rozpiętość skrzydeł: 18–23 cm
- masa ciała: 116–215,5 g
- długość czaszki 62 mm, długość dzioba 32 mm[7].

## Zasięg występowania
Występuje od środkowo-południowej Kenii i Angoli po RPA, z wyjątkiem nadmorskich obszarów pustyni Namib. W ostatnich latach jej zasięg wysunął się bardziej na południe poprzez budowę sztucznych zbiorników wodnych.

## Ekologia i zachowanie

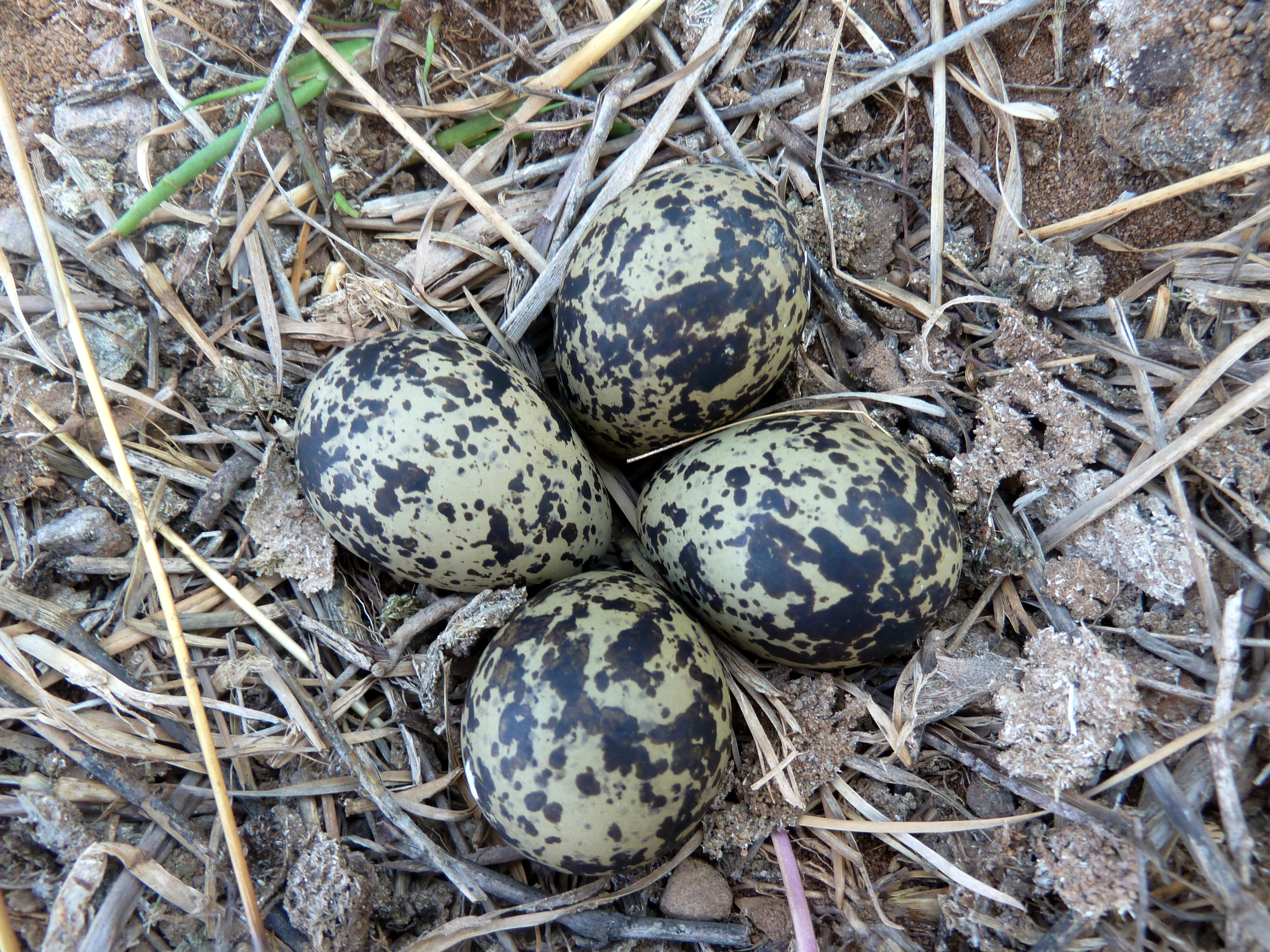
Jaja czajki srokatej

BiotopNajczęściej suche obszary w okolicy rzek, jezior i stawów.
ZachowanieW okresie rozrodczym niespokojna i głośna, poza nim cicha i towarzyska. Zażarcie broni młodych i terytorium. Żeruje na terenach trawiastych oraz brzegach zbiorników wodnych.
GłosMetaliczne „tink-tink”, które przypomina uderzenia młotka o kowadło, połączone ze skrzeczeniem, jeśli w gnieździe są świeżo wyklute młode. Poza tym „czuk” lub „czi-uk”, rzadko wydaje głos terytorialny brzmiący jak „cziu-łik-ij-ju”.
PożywieniePierścienice, owady, skorupiaki i mięczaki. Wydobywa je z ziemi albo z płytkiej wody.
LęgiWyprowadza 2 lęgi. Składa ok. 3 jaj do płytkiego, skąpo wyściełanego dołka w ziemi. Inkubuje je 23–31 dni. Młode mogą latać po 41 dniach.

## Status
Międzynarodowa Unia Ochrony Przyrody (IUCN) uznaje czajkę srokatą za gatunek najmniejszej troski (LC – Least Concern). W 2023 roku organizacja Wetlands International szacowała liczebność populacji na  100 000 – 1 000 000 osobników; trend liczebności populacji oceniła jako wzrostowy.